# رأسيات الأرجل
رأسيات الأرجل أو الرَّأْسُقَدَمِيَّاتُ (الاسم العلمي: Cephalopod) من اليونانية (κεφαλή = kephalé = رأس) + (ποδός = podós = قدم). وهي طائفة من الرخويات اللاحمة المفترسة، جميع أفرادها بحرية. لهم صدفة إما خارجية أو داخلية، أو معدومة. تضم نحو 700 نوع، من أمثلتها:
- الأخطبوط.
- الحبار.
- الحبار الأطلسي أبتر الذيل .
- السبيدج.
- السبيدج العملاق.
- السبيدج الضخم.
- العنقريط.
- النوتي أو البحار.

## معرض الصور

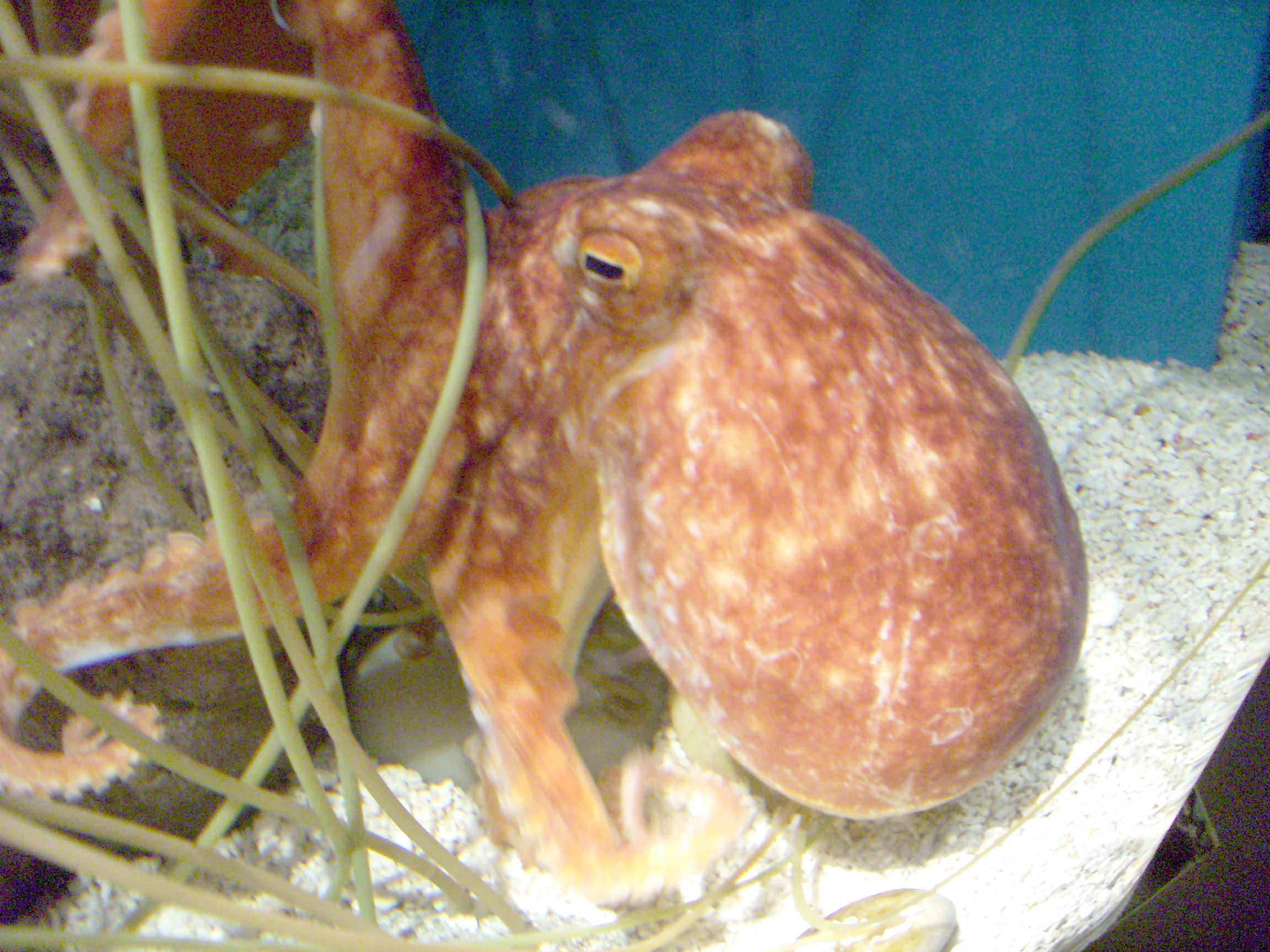
أخطبوط
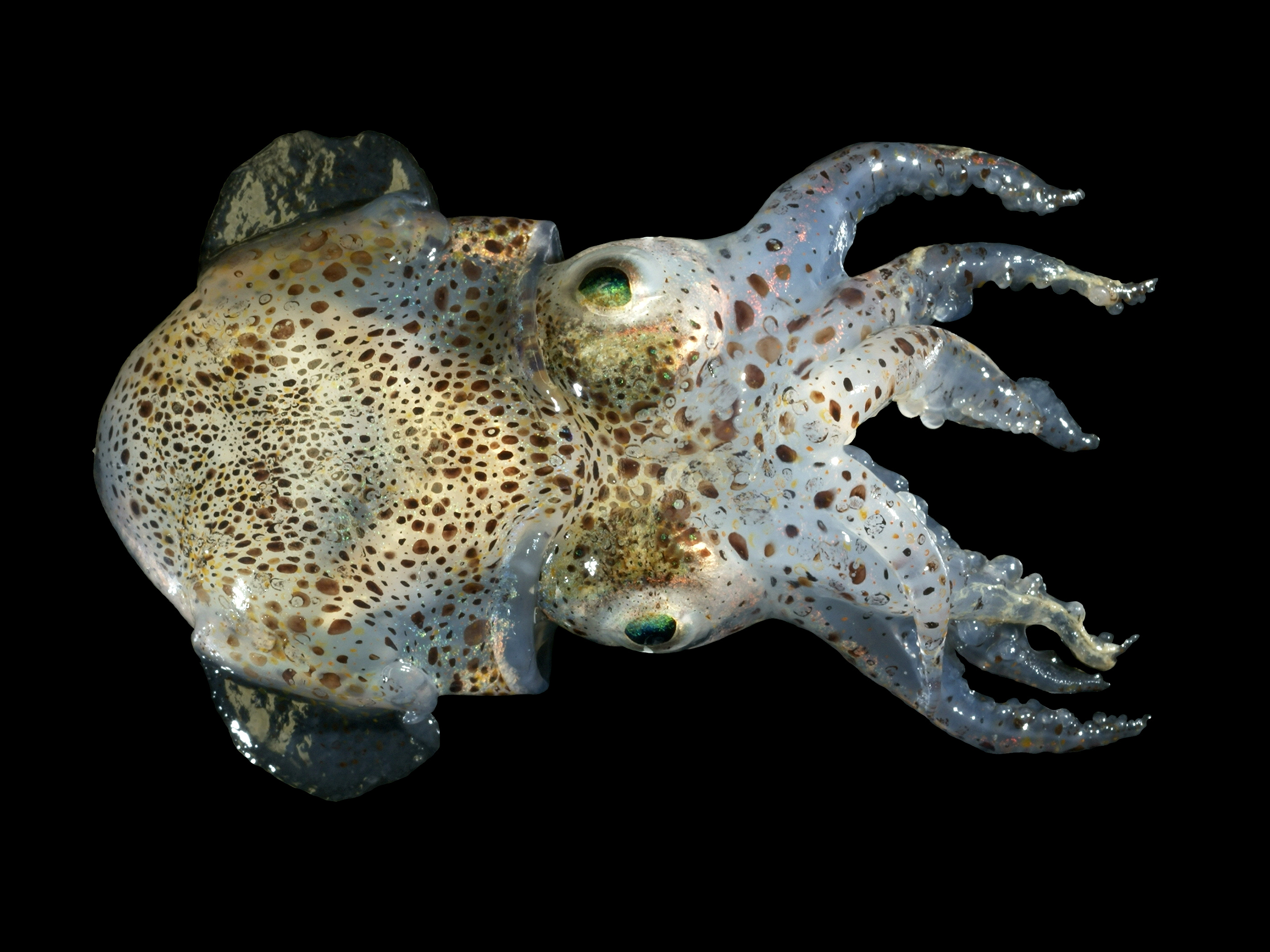
حبار أطلسي أبتر الذيل
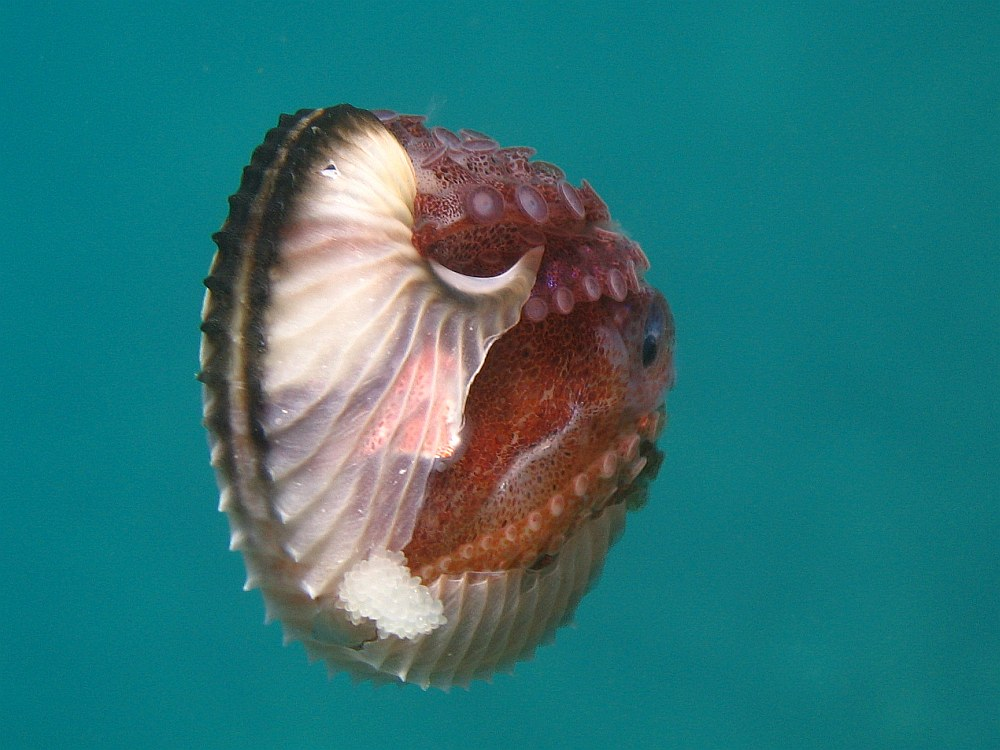
انثى عنقريط حامل ببَيض
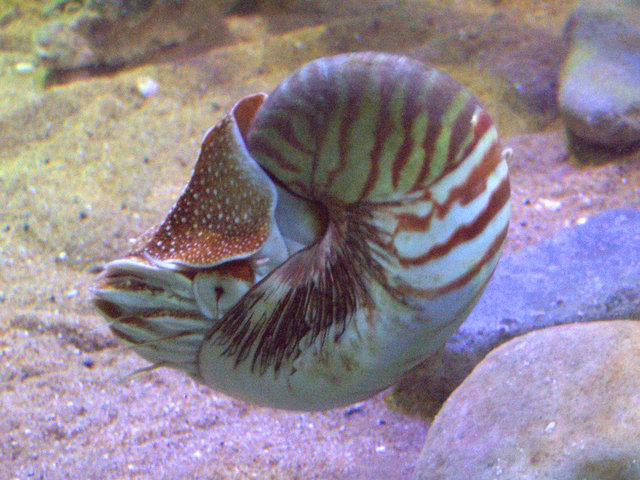
النوتي
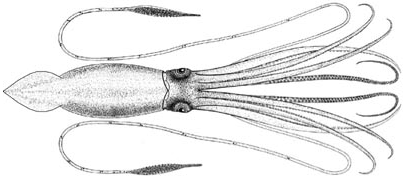
سبيدج عملاق

## اقرأ أيضا
- بروتوباكتريت